# Oinam
Oinam é uma cidade e uma nagar panchayat no distrito de Bishnupur, no estado indiano de Manipur.

## Demografia
Segundo o censo de 2001, Oinam tinha uma população de 6275 habitantes. Os indivíduos do sexo masculino constituem 49% da população e os do sexo feminino 51%. Oinam tem uma taxa de literacia de 62%, superior à média nacional de 59.5%: a literacia no sexo masculino é de 72% e no sexo feminino é de 51%. Em Oinam, 13% da população está abaixo dos 6 anos de idade.